# Cantone di Saint-Laurent-de-Chamousset
Il Cantone di Saint-Laurent-de-Chamousset era una divisione amministrativa dell'arrondissement di Lione.
È stato soppresso a seguito della riforma complessiva dei cantoni del 2014, che è entrata in vigore con le elezioni dipartimentali del 2015.
Comprendeva i comuni di:
- Brullioles
- Brussieu
- Chambost-Longessaigne
- Les Halles
- Haute-Rivoire
- Longessaigne
- Montromant
- Montrottier
- Saint-Clément-les-Places
- Sainte-Foy-l'Argentière
- Saint-Genis-l'Argentière
- Saint-Laurent-de-Chamousset
- Souzy
- Villechenève